# 본 대로 말하라
《본대로 말하라》는 2020년 2월 1일부터 2020년 3월 22일까지 방송된 OCN 오리지널 시리즈 토일드라마이다.

## 기획의도
모든 것을 잃은 천재 프로파일러와 한번 본 것은 그대로 기억하는 능력을 가진 형사가 죽은 줄 알았던 연쇄 살인마를 추적하는 오감 서스펜스 스릴러 드라마.

## 등장 인물

### 주요 인물
- 장혁 : 오현재 역 - 천재 프로파일러. 장기미제 사건들을 프로파일링 기법으로 해결한 최고의 범죄 심리 분석가
- 최수영 : 차수영 역 (아역 : 김수인) - 흥운지구대 순경. 한 번 본 것은 사진처럼 기억해내는 픽처링 능력을 지님. 강력계 형사의 꿈을 가진 채, 정의로움과 의욕이 넘치는 광수대 형사으로 근무중
- 진서연 : 황하영 역 - 광역수사대 팀장. 판을 설계하는 팀장. 현재가 현직에 있던 시절, 현재의 경찰대 동기

### 오현재 주변 인물
- 이시원 : 한이수 역 - 아름다운 외모, 발랄한 성품을 가지고 있는 뛰어난 첼리스트

### 차수영 주변 인물
- 하성광 : 차만석 역 - 수영의 아버지. 청각장애인. 수영이 유일하게 마음을 터 놓고 대화하는 상대. 시골의 인공저수지에서 자대를 관리하며 작은 슈퍼를 하고 있음
- 배정화 : 차수영의 어머니 역 - 청각장애인
- 음문석 : 강동식 / 김요한 역 (아역 : 최형주) - 흥운지구대 수영의 파트너이자 선배 직급 경장.진짜 ‘그 놈’이자 차수영의 어머니를 치어 죽인 범인 아들.

### 광역수사대
- 장현성 : 최형필 역 - 광역수사대 수사 과장, 계급은 총경. 조직이 존재해야 범인을 잡을 수 있다는 신념으로 조직을 위해서는 그 어떤 일도 마다하지 않음
- 류승수 : 양만수 역 - 광수대의 대들보, 범죄 현장이라면 거침없이 달려가는 베테랑 형사. 풍부한 현장 경험과 친화력으로 광수대의 주축 역할
- 신수호 : 장태성 역 - 행동파 형사. 말보다 몸이 먼저 나가는 다혈질 형사. 악으로 깡으로 수사하며 양만수 형사를 잘 따름
- 유희제 : 이지민 역 - 두뇌파 형사. 원리 원칙을 지키는 반듯한 형사의 정석! 스마트한 일 처리로 팀 내에서 브레인을 담당

### 연쇄살인마
- 김바다 : 신경수 (이보광 기자) 역 - 박하사탕 연쇄 살인마, 그놈의 가장 유력한 후보. 그놈이 아닌 '그놈의 그림자'로, 그놈과 '그놈의 수족'을 지키는 역할. 이명은 가브리엘. '그놈 3인조' 내에서 소식통을 맡고 있음

### 그 외 인물
- 백지원 : 김나희 역 (6 ~ 8회) - 변호사
- 윤상화 : 김상길(젊은 시절 - 문선용) 역 - 20년 전 수영의 엄마를 죽인 뺑소니 범. 김요한의 아버지
- 경성환 : 김정환 역 - 그놈의 수족, 이명은 미카엘. '그놈 3인조' 내에서 김요한과 신경수를 보호하는 일을 담당. 현직은 천주교 신부이며 세례명은 도미니크
- 주진모 : 하태식 역 - 구월파의 두목
- 신승환 : 엄수탁 역 - 5년 전 최형필과 유착한 하태식의 지시를 받고 '그놈'의 대역 역할을 해 그놈이 사망한 것으로 세상에 알려지게 하는 데에 일조
- 송영규 : 나준석 역 - 프로파일러로 현재는 방송에서 주로 활동. '그놈은 죽었다. 그 사건은 종결 됐다'라고 방송에서 떠드는 것을 계기로 그놈이 '나는 살아있다'라는 상징으로서 나준석을 타겟으로 삼았고 결국 생방송 중 살해 당함
- 이현균 : 안박사 역 - 오현재 주치의
- 조영진 : 조상경 역- 무천지방경찰청장. 오현재가 경찰에 복직하도록 도움을 준 인물
- 최재섭 : 한명원 벅사 역 - 국과수 검시관
- 장태민
- 윤종석 : 주사강 역 - 이중인격자. 뱀독 살인 사건의 가해자. 하태식을 살해한 범인. 하태식의 아들
- 김영웅 : 방대호 역 - 무천 화영경찰서 강력계장. 과거 차수영 어머니 뺑소니 사건의 담당 형사. 경찰임에도 상습적으로 도박을 하고 사채에 손을 대는 등 부패한 형사
- 강애심 : 봉연자 역 - 침사봉. 대포차 업체 자금주. 조경업체 운영
- 오초희 : 김요한의 엄마 역
- 서동갑
- 김동균 : 박순웅 역 - 무천지방경찰청 차장. 계급은 경무관. 최형필이 피살된 이후 5년 전 경찰 조직의 치부를 덮으려 광수대 2팀에 '그놈'과 오현재를 암살할 것을 지시하지만 실패, 광수대 1팀에게 체포
- 김흥래 : 강승환 역 - 자기 애가 강했던 납치범. 자신이 5년 전 '그놈'이라면서 자수했다. 그리고 '그놈'에게 낚시 줄로 목을 졸려 사망
- 김서하 : 정찬구 역 - 수의사. 살인범. 강승환의 공범
- 하정민 : 뭉치엄마 역 - 뭉치는 기르는 개
- 권오진 : 양 잡는 사람 역
- 박야성 : 곰치 역 (10화)
- 박지훈 : 김명우 역 - 나준석의 잘못된 프로파일링으로 누명을 쓰고 복역 중에 여동생이 자살함
- 조완기 : 노상철 역 (6 ~ 8회) - 아동성애자, 아동 성범죄자
- 김태율 : 길현수 역 - 초등학생. 노상철의 차 트렁크 안에 갇혀있다가 7화에서 김나희에 발견되어 김나희 집에 납치
- 정수교 : 민형주 역 - 원서그룹 원세윤 상무의 비서. 원세윤에게 독이든 와인을 먹이고 죽인 뒤 이유미도 죽이려고 하나 오현재에게 제압 당해 경찰한테 체포
- 이기혁 : 원세윤 역 - 원서그룹 상무
- 서은우 : 윤정 / 이유미 역 - 과거 납치범의 생존자. 원세그룹의 면접 후 또다시 과거 납치범한테 납치를 당했고 죽을 위기에 처했으나 오현재의 활약으로 광수대 팀이 안전하게 구조
- 이가경 : 이지선 역
- 김서하 : 정찬구 역
- 하회정 : 박정우 역
- 안종민
- 한규원

## 시청률
최저 시청률과 최고 시청률은 시청률 조사회사와 지역별로 시청률에 차이가 있을 수 있습니다.
| 2020년 | 2020년   | 2020년         | 2020년       |
| 회차   | 방송일자 | AGB 시청률     | AGB 시청률   |
| 회차   | 방송일자 | 대한민국(전국) | 서울(수도권) |
| ------ | -------- | -------------- | ------------ |
| 1회    | 2월 1일  | 2.031%         | 2.357%       |
| 2회    | 2월 2일  | 3.256%         | 3.692%       |
| 3회    | 2월 8일  | 1.668%         | -            |
| 4회    | 2월 9일  | 3.310%         | 3.773%       |
| 5회    | 2월 15일 | 2.221%         | 2.622%       |
| 6회    | 2월 16일 | 3.538%         | 4.433%       |
| 7회    | 2월 22일 | 1.840%         | -            |
| 8회    | 2월 23일 | 3.687%         | 4.287%       |
| 9회    | 2월 29일 | 2.224%         | -            |
| 10회   | 3월 1일  | 3.364%         | 4.161%       |
| 11회   | 3월 7일  | 2.537%         | 3.016%       |
| 12회   | 3월 8일  | 3.753%         | 4.182%       |
| 13회   | 3월 14일 | 2.387%         | 2.909%       |
| 14회   | 3월 15일 | 3.759%         | 4.369%       |
| 15회   | 3월 21일 | 2.430%         | 3.108%       |
| 16회   | 3월 22일 | 4.388%         | 5.028%       |

## 같이 보기
- 대한민국의 텔레비전 드라마 목록 (ㅂ)
- 2020년 대한민국의 텔레비전 드라마 목록